# Ernst Riedelbauch
Ernst Riedelbauch (* 7. März 1922 in Röslau-Grün; † 12. Juli 1997 ebenda) war ein deutscher Motorradrennfahrer.

## Karriere
Ernst Riedelbauch startete 1950 als Ausweisfahrer mit einer Vorkriegs-BMW erstmals bei einem Motorradrennen. 1952 wurde er Lizenzfahrer, aber erst, als er 1954 von Hans Bartl eine 500er-Federbett-Norton kaufte, stellten sich Erfolge ein. Mit dieser Maschine belegte er beim international stark besetzten Feldbergrennen den sechsten Platz. Im selben Jahr siegte er auf BMW in Wunsiedel und beim Schleizer Dreieckrennen.
1955 gab es für Riedelbauch Siege beim Dieburger Dreiecksrennen, in Schleiz und auf der Halle-Saale-Schleife. Das reichte ihm zur Deutschen Vize-Meisterschaft in der 500-cm³-Klasse hinter dem BMW-Werksfahrer Walter Zeller und vor Peter Knees auf einer privaten BMW. Beim Großen Preis der Nationen 1955 auf der schnellen Bahn in Monza in Italien belegte Riedelbauch auf BMW den sechsten Rang und errang damit den einzigen WM-Punkt seiner Laufbahn.
Ernst Riedelbauch wurde 1956 mit guten Platzierungen in Hockenheim, auf der Stuttgarter Solitude, am Norisring in Nürnberg und beim AVUS-Rennen in Berlin Deutscher Meister in der 500-cm³-Klasse vor dem Traunsteiner Alois Huber (BMW).
Riedelbauch beendete seine Karriere am Saison-Ende 1957 und konnte sich dann ganz seiner Kunststoff-Recyclingsfirma in Röslau-Grün widmen. Er erlag am 12. Juli 1997 im Alter von 75 Jahren einem Krebsleiden.

## Statistik

### Erfolge
- 1956 – Deutscher 500-cm³-Meister auf BMW

### Rennsiege
| Jahr | Klasse  | Maschine | Rennen                       | Strecke               |
| ---- | ------- | -------- | ---------------------------- | --------------------- |
| 1954 | 500 cm³ | BMW      | Schleizer Dreieckrennen      | Schleizer Dreieck     |
| 1955 | 500 cm³ | BMW      | Dieburger Dreiecksrennen     | Dieburger Dreieck     |
| 1955 | 500 cm³ | BMW      | Halle-Saale-Schleifen-Rennen | Halle-Saale-Schleife  |
| 1955 | 500 cm³ | BMW      | Schleizer Dreieckrennen      | Schleizer Dreieck     |
| 1956 | 500 cm³ | BMW      | Motorrace Tubbergen          | Circuit Tubbergen     |
| 1956 | 500 cm³ | BMW      |                              | Circuit van Zandvoort |

### In der Motorrad-WM
| Saison | Klasse  | Motorrad | Rennen | Siege | Podien | Punkte | Ergebnis |
| ------ | ------- | -------- | ------ | ----- | ------ | ------ | -------- |
| 1955   | 500 cm³ | BMW      | 1      | –     | –      | 1      | 26.      |
| Gesamt | Gesamt  | Gesamt   | 1      | –     | –      | 1      |          |